# آی‌پد مینی (نسل دوم)
آی‌پد مینی نسل دوم (به انگلیسی: iPad Mini (2nd generation)) که تحت عنوان تجاری آی‌پد مینی با صفحه‌نمایش رتینا عرضه می‌شود و به آن آی‌پد مینی ۲ نیز گفته می‌شود، یک تبلت مجهز به آی‌اواس است که توسط شرکت اپل توسعه یافته است. این تبلت در ۲۲ اکتبر ۲۰۱۳ به همراه آی‌پد ایر در سان‌فرانسیسکو رونمایی شد.
آی‌پد مینی (نسل دوم) دارای سیستم‌عامل آی‌اواس ۷ و پردازنده ۶۴ بیتی A7 است و برخلاف نسل قبلی خود به صفحه‌نمایش رتینا مجهز شده‌است و دارای سخت‌افزار تقریباً مشابه با آی‌پد ایر است.